# مانويل أوريبي
ميمي أوريبي غارزا (بالإنجليزية: Manuel Uribe)‏ الشهير بمانويل أوريبي غارزا (11 يونيو 1965-26 مايو 2014) هو أحد أثقل الناس على الإطلاق، واقترب وزنه من 635 كجم.

## روابط خارجية
- مانويل أوريبي على موقع IMDb (الإنجليزية)